# René-Maurice Gattefosé
René-Maurice Gattefossé ( * 1881 , Montchat, cerca de Lyon - 1950 en Casablanca) fue un investigador francés considerado como uno de los fundadores de la aromaterapia.
Ingeniero químico de formación, dirigió los Establecimientos Gattefossé durante la primera mitad del siglo XX. Realizó investigaciones con aromaterapia de forma paralela a sus actividades industriales.
Gattefossé creía profundamente en la ciencia, el progreso y la modernidad. Sentía una fuerte pasión por las tradiciones milenarias, lo que él llamaba "la tecnología olvidada" y que se puede considerar como pseudociencia. Su ambición a lo largo de su vida fue conciliar estos dos extremos.

## Títulos y distinciones
- Miembro de la Sociedad de Patología comparada
- Fundador de la revista "La Parfumerie Moderne" en 1908
- Miembro fundador de l'AICA (asociación patronal de la región lionesa) ; siendo presidente de 1945 hasta su muerte

## Obra
- R.M. Gattefossé, Formulaire de parfumerie et de cosmétique, La Parfumerie moderne, Lyon, 1912
- ----; Lamotte, Culture et industrie des plantes aromatiques, Lyon, 1917
- ----. Propriétés bactéricides de quelques huiles essentielles, La Parfumerie moderne, 1919, 152
- ----. Formulaire de savonnerie et de parfumerie, éd. Pierre Argence, Lyon, 1923
- ----; J. Tamisier, Rôle physiologique des parfums, Legendre, Lyon, 1924
- ----. Relations entre les fonctions chimiques et les propriétés physiologiques de corps odorants, Chimie et Industrie, mai 1924
- ----; Douly. Action physiologique des solutions aromatiques, Chimie et Industrie, septembre 1925
- ----. Valeur thérapeutique de l'essence de lavande, La Parfumerie moderne, 1926, 152
- ----. Les essences en thérapeutique, La Parfumerie moderne, 1926, 229
- ----. Distillation des Plantes Aromatiques et des Parfums, éd. Librairie centrale des sciences, 1926
- ----. Nouveaux parfums synthétiques, éd. Librairie centre des Sc. Desforges, éd. Girardot et cie, 1927
- ----. Cicatrisation rapide des plaies par les huiles essentielles, La Parfumerie Moderne, 1927, 12
- ----. Formulaire du chimiste-parfumeur et du savonnier, éd. Librairie centrale des Sc. Desforges Girardot, 1932
- ----. Usi terapeutici dell'essenza di bergamotto, Rome, 1932
- ----. Emplois des huiles essentielles comme bactéricides, La Parfumerie Moderne, 1932, 533
- ----. Rôle antiseptique de la lavande, La Parfumerie Moderne, 1932, 26, 543-553
- ----. La lavande en thérapeutique, La Parfumerie Moderne, 1932, 441
- ----. Les emplois thérapeutiques de l'essence de lavande, La Parfumerie Moderne, 1932, 26, 533
- ----. L'essence de Pin et ses propriétés bactéricides, La Parfumerie Moderne, 1932, 559
- ----. Les désinfectants à base d'huile de pin, Bull. de l'Institut du pin, 1935, 162
- ----. Le pouvoir antiseptique du terpophène, La Parfumerie Moderne, mai 1933
- ----. Produits de beauté, éd. Girardot, 1936
- ----. Aromathérapie – les huiles essentielles hormones végétales, éd. Librairie des sciences Girardot, 1937
- ----. Formulaire de parfumerie et de cosmétologie, éd. Librairie des Sc. Girardot, 1950 (primeras ediciones en 1911 y en 1920)
- ----. Produits de beauté, éd. Girardot, 1936
- ----. Antiseptiques essentiels, éd. Girardot, 1938
- ----. Cosmética Moderna - Prodotti Di Bellezza, Hoepli, 1945
- ----. Aromatherapy, éd. C.W. Daniel Company, 1993 (traducción del original de texto francés 1937) (ISBN 0-85207-236-8)